# Irene (planetka)
(14) Irene je velmi velká planetka hlavního pásu. Objevil ji 19. května 1851 John Russell Hind. Pojmenoval ji po ženě z řecké mytologie, která byla ztělesněním míru.